# Ke Zhao
Ke Zhao, noto anche come Chao Ko, (Cinese: 柯召; pinyin: Kē Zhào; Wade-Giles: K'o Chao) (Wenling, 12 aprile 1910 – 8 novembre 2002), è stato un matematico cinese.

## Biografia
Laureatosi all'Università di Tsinghua nel 1933, frequenta un dottorato all'Università di Manchester. Poco dopo ritorna in Cina, e nel 1955 viene eletto membro della Chinese Academy of Science, e successivamente presidente della Chinese Society of Mathematics.
I suoi studi si concentrarono, fra l'altro, sull'algebra, sulla teoria dei numeri e sulla teoria combinatoria.
Eseguì inoltre importanti ricerche a proposito delle forme quadratiche, del Teorema di Mihăilescu (o congettura di Catalan), e contribuì in maniera fondamentale alla definizione del Teorema di Erdős-Ko-Rado. Morì nel 2002, all'età di 92 anni.